# Зея, Франциско Антонио
Хуан Франциско Антонио Иларион Зеа Диас (исп. Francisco Antonio Zea; 21 октября 1770, Медельин, Новая Гранада — 28 ноября 1822, Бат, Англия) — колумбийский революционер, политический и государственный деятель, вице-президент Республики Колумбия (17 декабря 1819 — 21 марта 1820), учёный, ботаник, журналист, дипломат.

## Биография
Испанского происхождения. В 1795 году был арестован за распространение копий Декларации прав человека и некоторое время находился в тюрьме в Испании.
В 1805 году — профессор ботаники и директор Королевского ботанического сада в Мадриде. Опубликовал несколько работ о посадке отдельных видов деревьев.
В августе 1809 году в ходе Пиренейской войны участвовал в чине полковника кавалерии в битве при Альмонасиде против Великой армии.
В 1814 году вернулся в Южную Америку, сперва на Ямайку, где при поддержке президента Гаити Александра Петиона была организована вооружённая экспедиция для вторжения в Венесуэлу. Присоединился к движению за независимость против испанского колониального правления под руководством Симона Боливара.
В феврале 1816 года Боливар назначил его руководителем казначейства государств Конфедерации Новой Гранады и Венесуэлы.

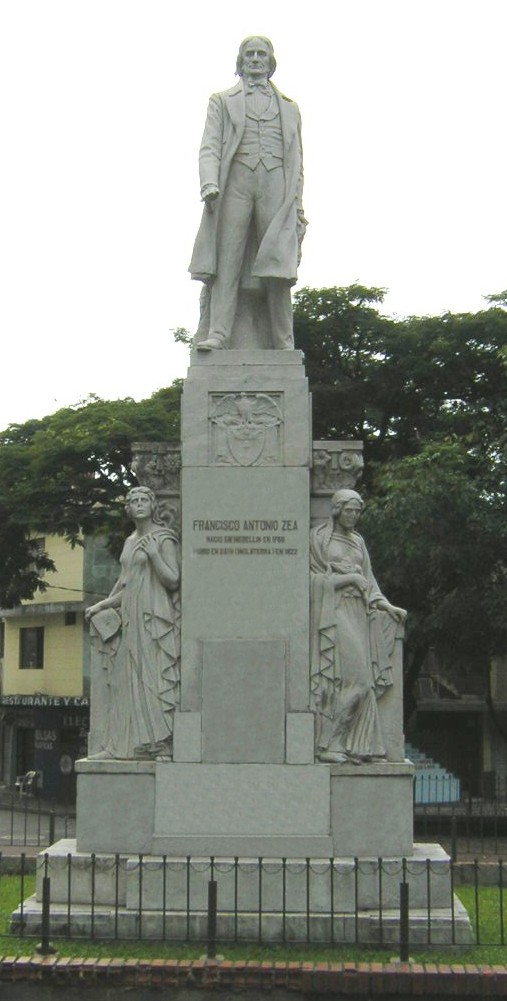
Памятник Франциско Антонио Зея на площади его имени в Медельине

В мае 1817 года на Конгрессе в Ангостуре, председателем которого он был, назначен заместителем Боливара.
Вице-президент Республики Колумбия (17 декабря 1819 — 21 марта 1820).
В 1820—1822 годах — 1-й чрезвычайный посол и полномочный министр Колумбии в Соединенном Королевстве. В июне 1822 года занимался получением кредита в размере 5 миллионов фунтов стерлингов для укрепления независимости. Зеа удалось получить поддержку многих сочувствующих британцев, которые называли себя Друзьями независимости Южной Америки.
Автор труда об истории Колумбии.
Умер в Бате (Англия). Похоронен Батском аббатстве.
Видный ботаник. Его именем названы многие биологические таксоны:
- Bejaria Zea
- Bidens quinqueradiata Zea ex Steud.
- Corycarpus Zea ex Spreng.
- Corycarpus arundinaceus Zea ex Spreng.
- Festuca pubescens Zea ex Roem. & Schult.
- Korycarpus Zea.
- Korycarpus arundinaceus Zea.
- Phaса triangularis Zea.
- Poa secunda Zea ex Roem. & Schult.
- Roemeria Zea ex Roem. & Schult.
- Silene glauca Zea ex Poir.
- Silene parviflora Zea ex Poir.
- Sisymbrium nitidum Zea ex Desf.
- Veronica mollis Zea ex Roem. & Schult.[2]